# Sole nero (singolo)
Sole nero è un singolo dei Litfiba pubblicato il 23 aprile del 2010 (mentre il 18 maggio è stata pubblicata la versione in vinile), prodotto da Piero Pelù e da Ghigo Renzulli e mixato da Tim Palmer all'Electric Lady di New York.
È il primo brano inedito inciso dal gruppo in seguito alla sua riunione e anticipa la pubblicazione di Stato libero di Litfiba.
Nell'edizione deluxe dell'album è presente, come traccia fantasma alla fine del secondo disco, una versione demo della canzone registrata all'O-Zone Studio: in questa versione si può notare che alcune parti del testo variano dalla versione originale.

## Tracce
- Sole nero - 3:57

## Classifiche
| Classifica (2010) | Posizione raggiunta |
| ----------------- | ------------------- |
| Italia            | 10                  |